# 伊豆箱根鉄道5000系電車
伊豆箱根鉄道5000系電車（いずはこねてつどう5000けいでんしゃ）は、伊豆箱根鉄道大雄山線用の1984年（昭和59年）3月18日から運転を開始した通勤形電車である。

## 概要
それまで大雄山線の主力であった旧形国電や相模鉄道からの譲受車を置き換える目的で、1984年（昭和59年）から1996年（平成8年）にかけて3両編成7本（21両）が東急車輛製造で落成した。
駿豆線用の3000系をモデルに製造され、電装品やブレーキシステムは3000系と共通だが、車両限界が異なるため、車体長は18,000mm、車体幅は2,800mm（最大幅は2,850mm）で裾絞りなしの形状となっている。
発電ブレーキ装備の抵抗制御車としては珍しく、駿豆線3000系2次車以降と同様に付随車遅れ込め制御を有する。また、編成中の補助電源装置は電動発電機 (MG) もしくは静止形インバータ (SIV) を1基のみ搭載していることから、これが停止してもバッテリー電源により自力運転できるよう、小容量のインバータを別途有している。
つり革が2005年（平成17年）から変更されているほか、一部車両には車内案内表示器が設置されている。
車内は当初はロングシートのみであったが、第5編成以降はセミクロスシートとなっており、クロスシート部分は一部を除き関東地方では数少ない転換クロスシートを採用している。同じく関東地方で転換クロスシートを採用している京浜急行電鉄2100形とは異なり任意の転換も可能である。

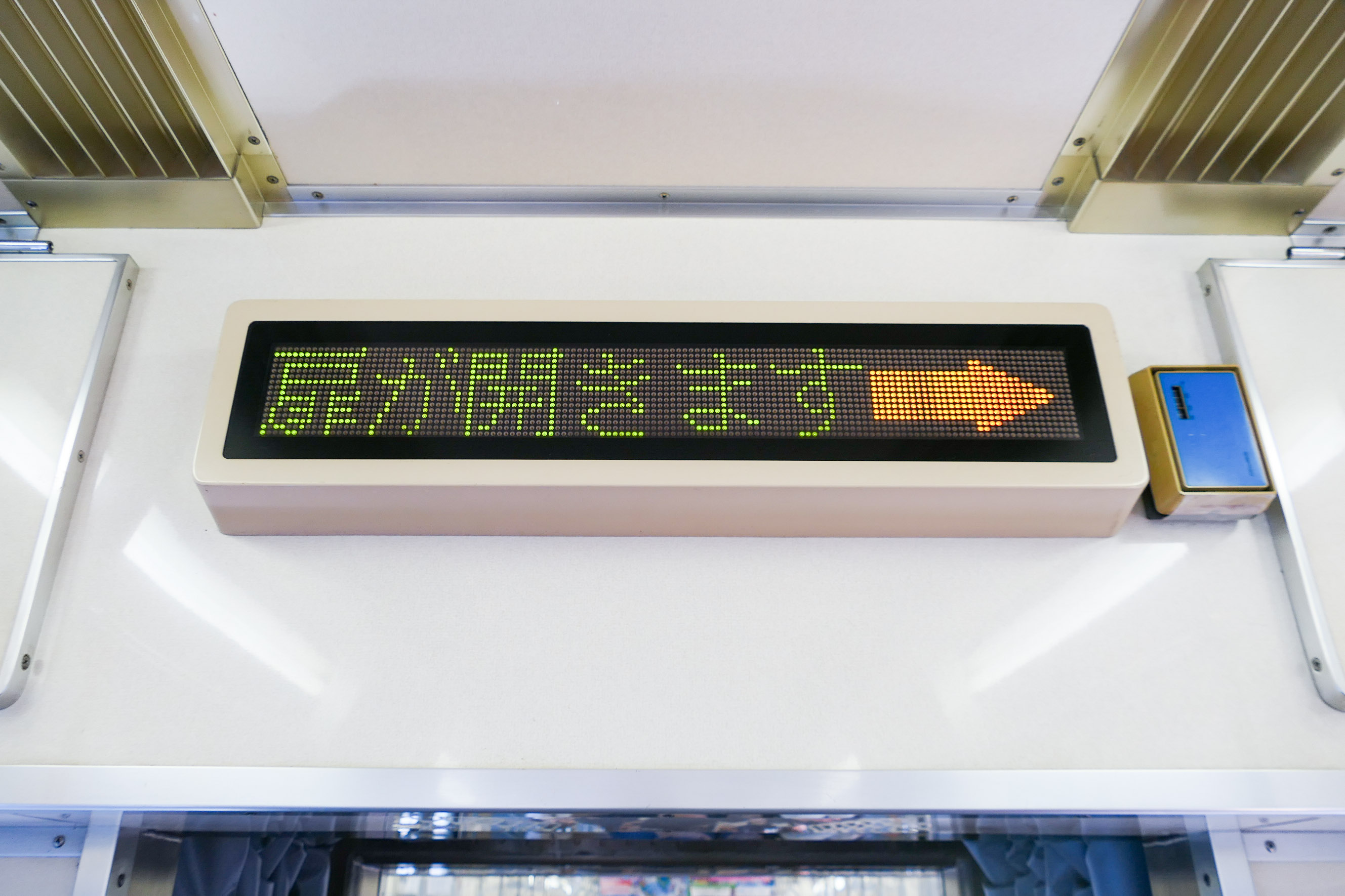
追設された車内案内表示器

|          | ← 大雄山小田原 →   |                    |                 |
| 形式     | クモハ5000形 (Mc)  | モハ5000形 (M')    | クハ5000形 (Tc) |
| 車両番号 | 5001 （奇数） 5013 | 5002 （偶数） 5014 | 5501 ： 5507    |

## 増備による変遷

### 第1編成
1984年（昭和59年）製造。車体は普通鋼製である。大雄山線は小田原行きか大雄山行きしかないため、前面行先表示器は字幕式ではなく「バイナリー・ヘッドマーク (Binary Head Mark) 」と称される装置を採用した。「小田原」と「大雄山」の表示を固定掲示して裏から電灯で照らすものである。光線の具合によっては点灯していない方の表示を読み取ることができる。

### 第2 - 4編成
| 第2編成 |  | 第4編成の車内 |
| 第2編成 |  | 第4編成の車内 |

1986年（昭和61年） - 1989年（平成元年）にかけて製造。第2編成からは、ステンレス製軽量車体に変更された。第2編成は当初第1編成と同様、先頭車の連結側に貫通路扉があり妻窓は2段式であったが、扉はのちに撤去されている。これは第1編成も同様である。抵抗制御による制御装置・モーターがこの時期にはすでに日本の鉄道車両において主流ではなくなりつつあったものの（すでに多数がチョッパ制御からVVVF制御への過渡期）、引き続き採用された（後の第5 - 7編成も同様）。補助電源は第1編成がブラシレスMG (BL-MG) なのに対し、第2編成以降はSIVに変更されている。第3編成と第4編成はほぼ同じものであるが、第4編成は当初側面の社紋が赤で塗られていた。当初から貫通路扉がなく妻窓が下降式になり、ドアエンジンが静音形の同時期製造小田急8000形電車同様のものへ変更されたのが主な変更点である。

### 第5編成
1990年（平成2年）製造。中間車の扉間の座席は転換クロスシートとされた。扉横も含め全ての座席が任意に転換できるが、扉横の座席と扉付近のスペースを区切る仕切りは存在しない。
また各車両の側面に小型のLED式行先表示器が設置された。

### 第6・7編成
| 第6編成 |  | 第7編成の車内 |
| 第6編成 |  | 第7編成の車内 |

第6編成は1994年（平成6年）、第7編成は1996年（平成8年）製造。前面に排障装置（スカート）が装着され、パンタグラフは菱形から下枠交差形に変更された。また、行先表示器は「バイナリー・ヘッドマーク」からLED式に変更された。
内装については全車両の扉間の座席がクロスシートとされたが、第5編成と異なり扉横の座席は固定式とされ、中間のみ転換クロスシートとされた。したがって転換可能な座席数自体は第5編成から増えていない。
空気圧縮機 (CP) はHB2000から低騒音形のHS20に変更されている。第7編成には落成時から車椅子スペースが設置されている。ドアエンジンが再び変更され、第2 - 5編成よりさらに静音形のものになっている。

## 更新・改造
- 1999年に、デビュー当初より15年使用されていた全テープ方式による自動放送装置（車内放送）を、現行のICレコーダー式に一斉更新している（特に最終編成の5507Fではテープ式の使用は3年ほどとなった）。
- 2005年から先述通り、それまでのいわゆる「おにぎり型」とも称された線路方向に沿った三角形のつり革を現行の枕木方向の三角形つり革へ順次交換し、現在はすべての編成で交換終了している。
- その他にも時期不明なものの、一部編成のシートのバケットシートへの交換がされている。
- 2010年頃からドアチャイムの設置を開始した。現在は全7編成への設置を完了している。3000系同様、新幹線700系電車などで使われている音色のドアチャイムを採用している。

## 特別塗装
- 鋼製の5501編成は、2016年、大雄山線開業90周年を記念するイベントの一環で、赤電色（公式発表は「オールドカラー復刻バージョン」）に塗り替えが行われ[3]、同年10月1日より運行を開始した[3]。2023年8月28日に朱色一色の姿で検査出場して、9月6日から大雄山最乗寺の天狗をイメージした「天狗電車」として運行を開始した[4]。
- ステンレス車体の5503編成は、2024年8月29日から、柑橘系をイメージした「オレンジトレイン」として運行を開始した[5]
- ステンレス車体の5504編成は、2019年春、車体帯を従来の青から黄色に変更して出場した。これは工事用車両のコデ165形の塗装をそれまでの黄色からぶどう色に変更したことにより、大雄山線で黄色の電車がなくなったため、「お客さまや沿線のみなさまの生活に幸せ・温かみ・輝きを与えられるように」と願いを込めたもので、編成は「DAIYUZAN イエロー・シャイニング・トレイン」と名づけられ、同年4月4日から運行を開始した[6]。
- ステンレス車体の5505編成は2019年9月、車体帯をミントグリーンに変更して出場した。これは大雄山線が2020年で開業95年を迎えることから、「新たな挑戦を続けることとより色鮮やかさを感じていただけるように」との思いから、この塗装を選択したという[7]。編成は「ミント・スペクタル・トレイン」と名付けられ、同年（2020年）9月26日から運行を開始した[8]。
- ステンレス車体の5506編成は2025年4月4日から、南足柄市で品集登録された桜「春めき」をイメージしたピンク色に塗り替えられて、「春めき電車」として運行されている[5]。
- ステンレス車体の5507編成は2024年3月、車体帯を紫色に変更して出場した。これは2025年の大雄山線開業100周年に向けた一環で、沿線の南足柄市の花であるリンドウをイメージした「リンドウ電車」として同年4月5日から運行を開始した[9]。

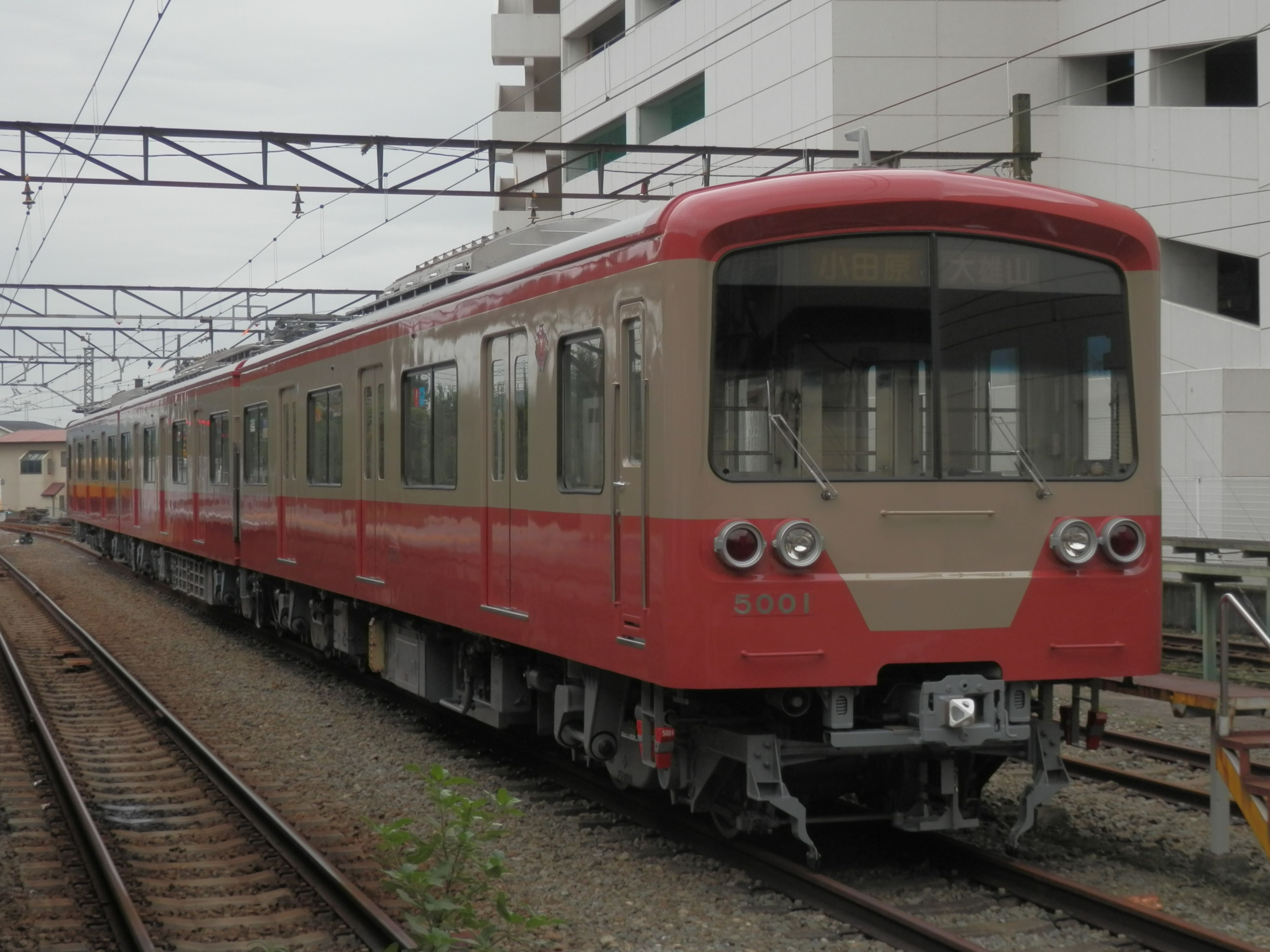
5501編成「オールドカラー復刻バージョン」
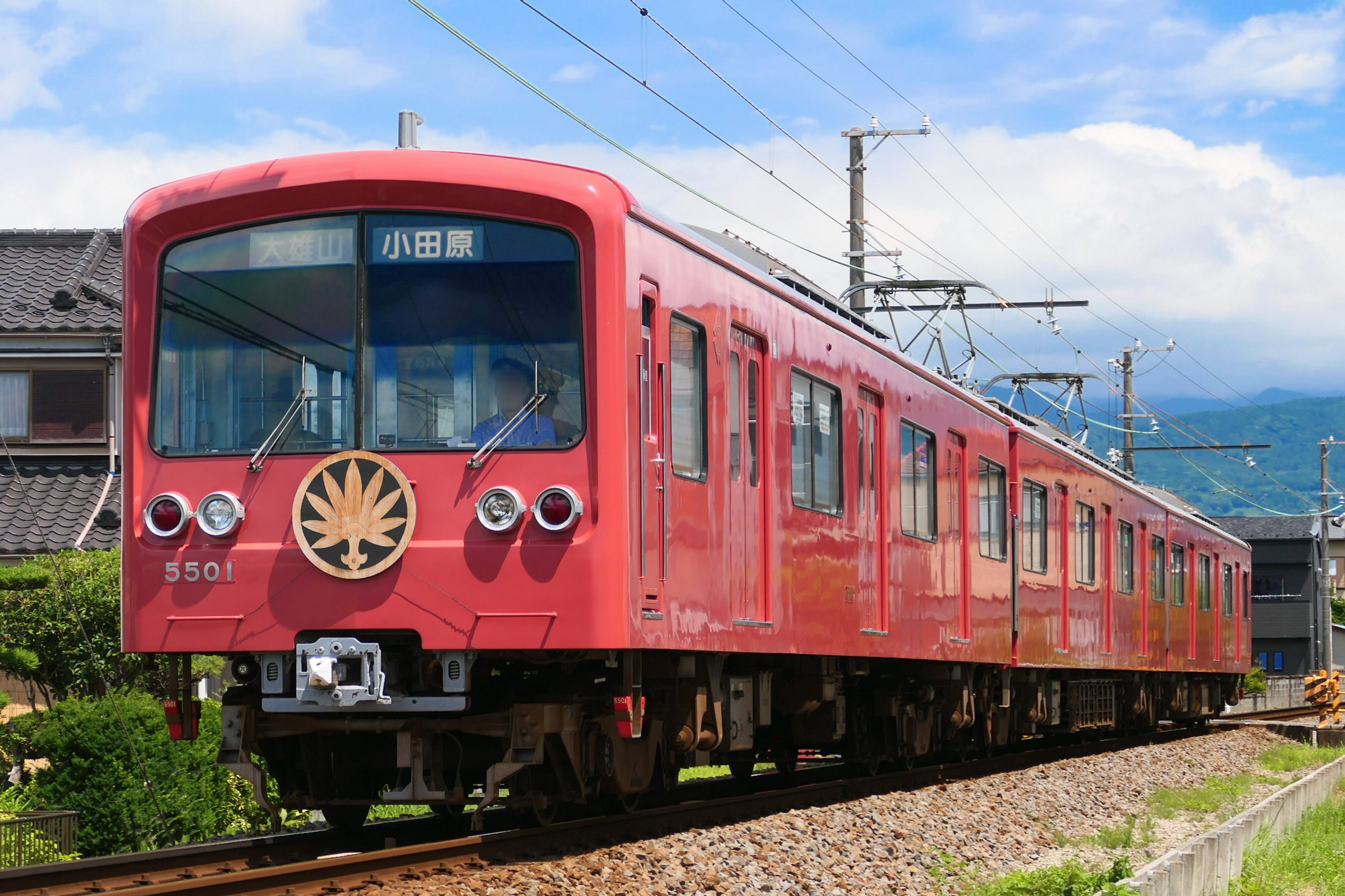
5501編成「天狗電車」
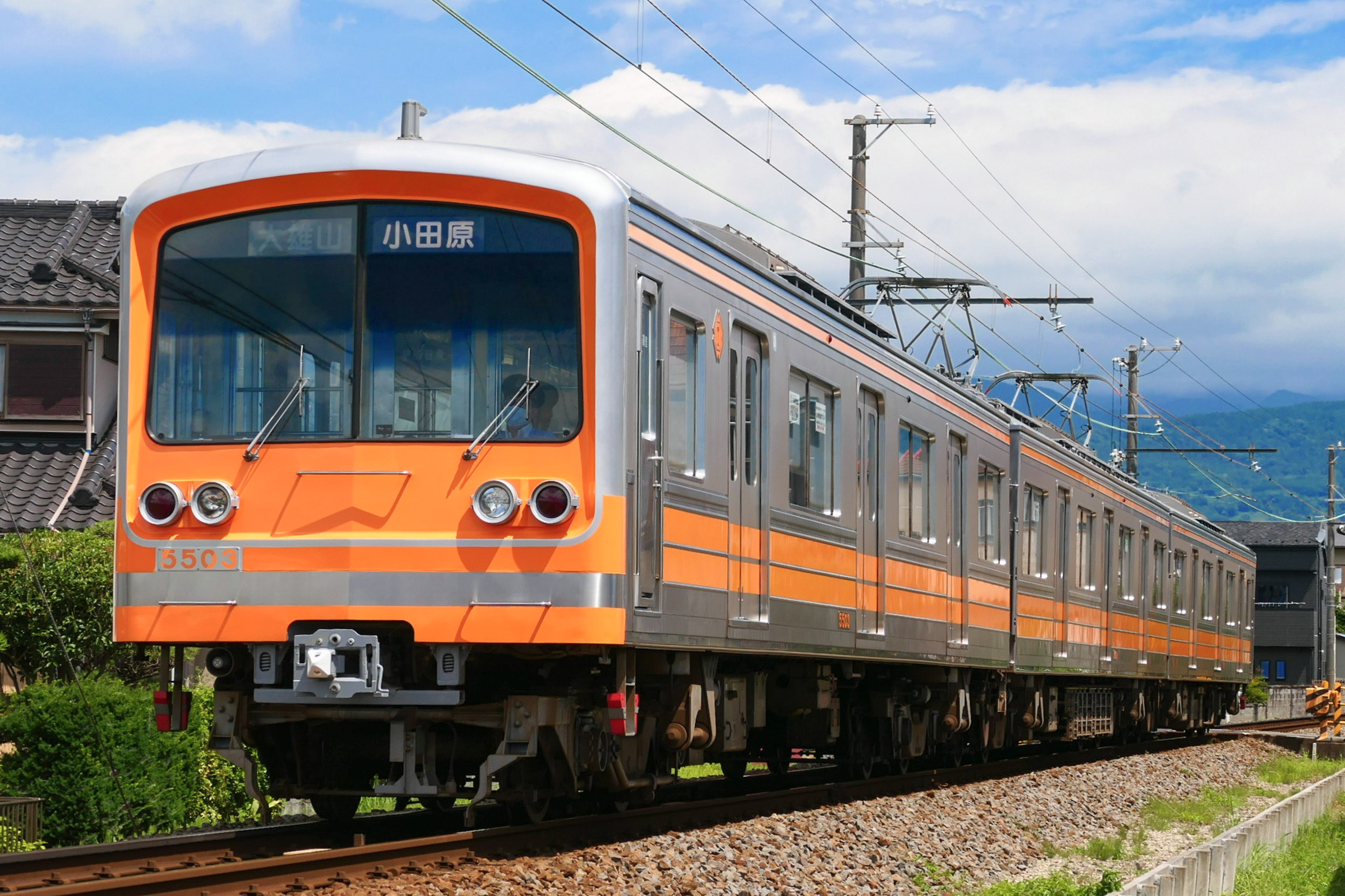
5503編成「オレンジトレイン」
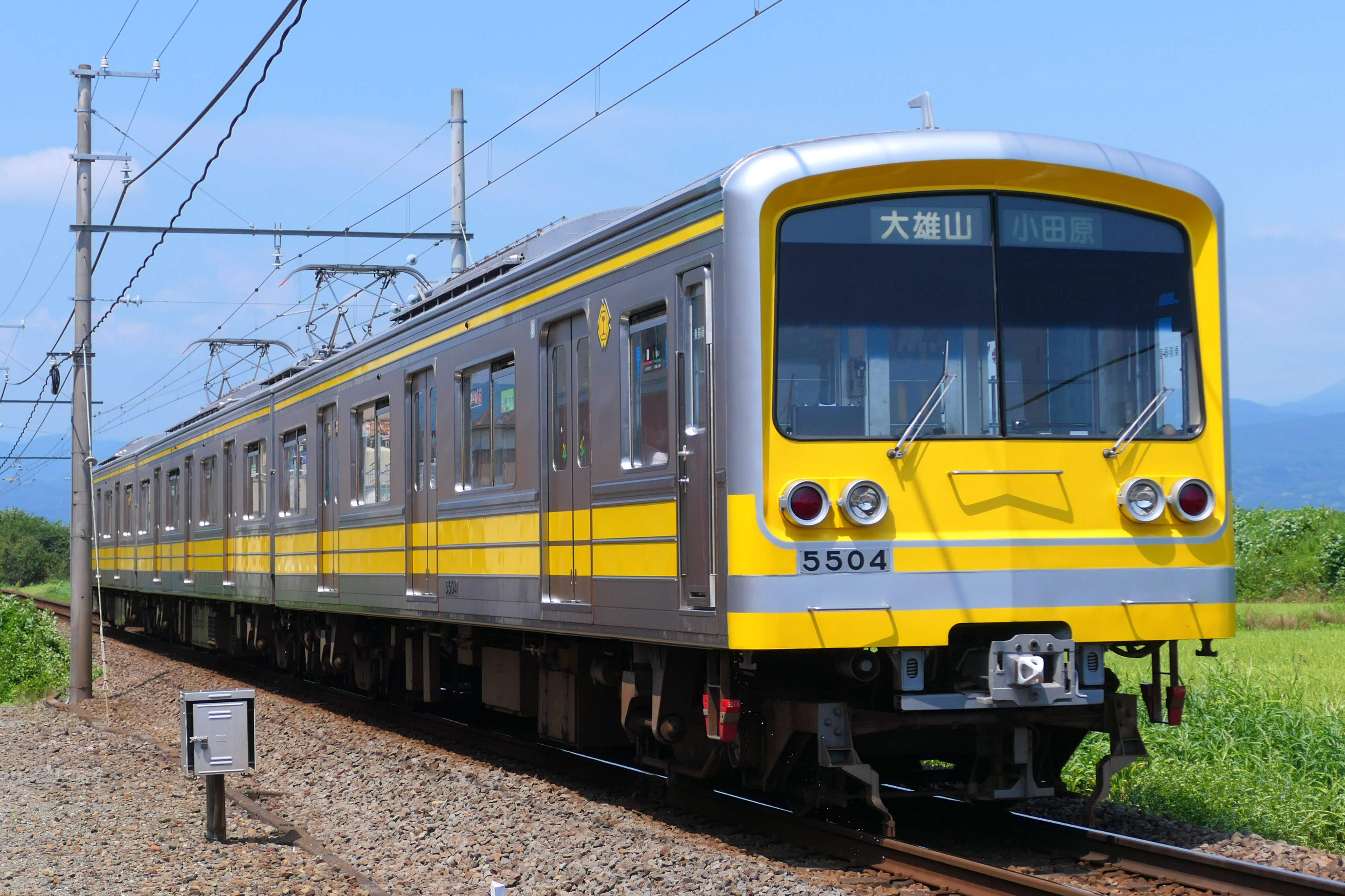
5504編成「イエロー・シャイニング・トレイン」
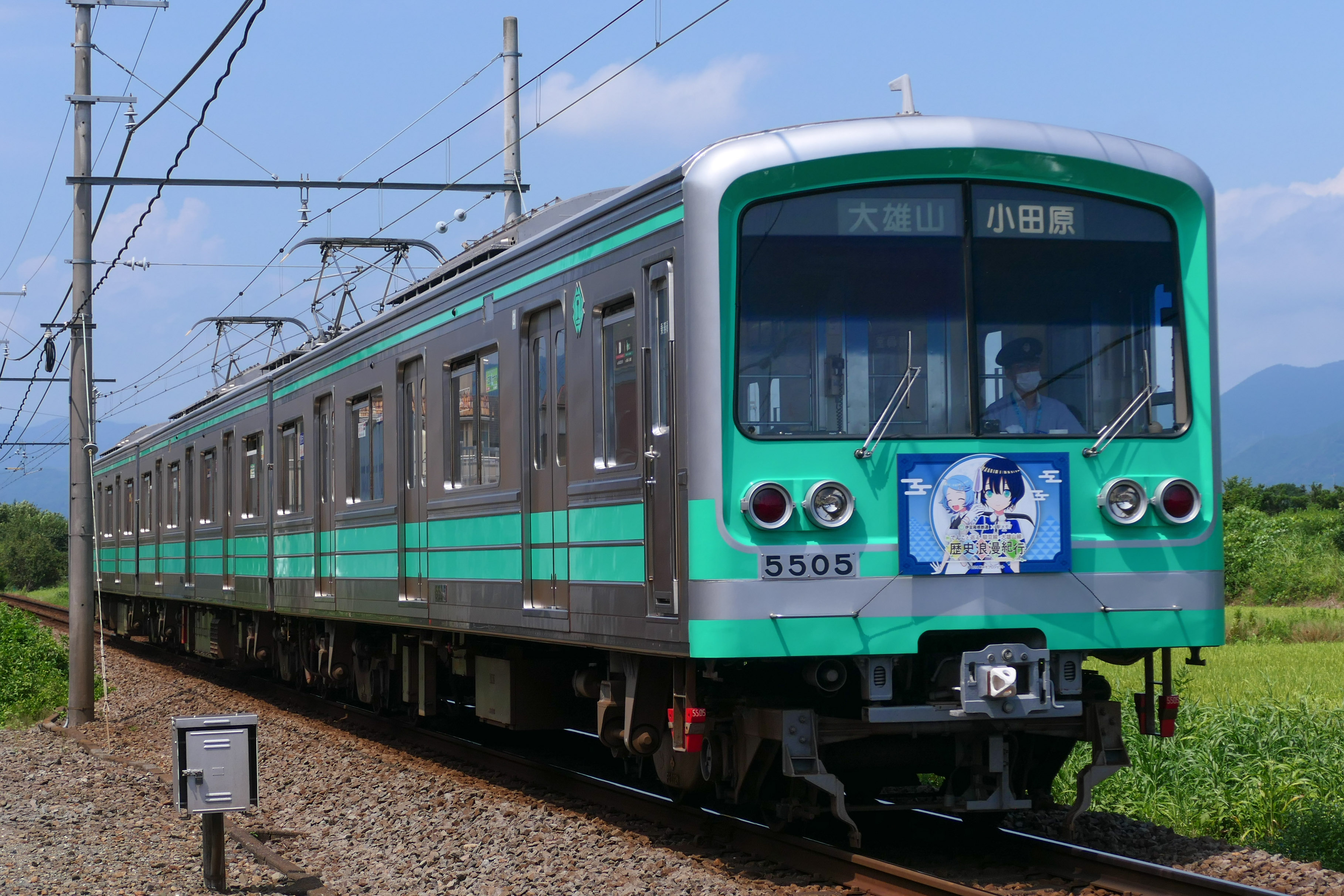
5505編成「ミント・スペクタクル・トレイン」
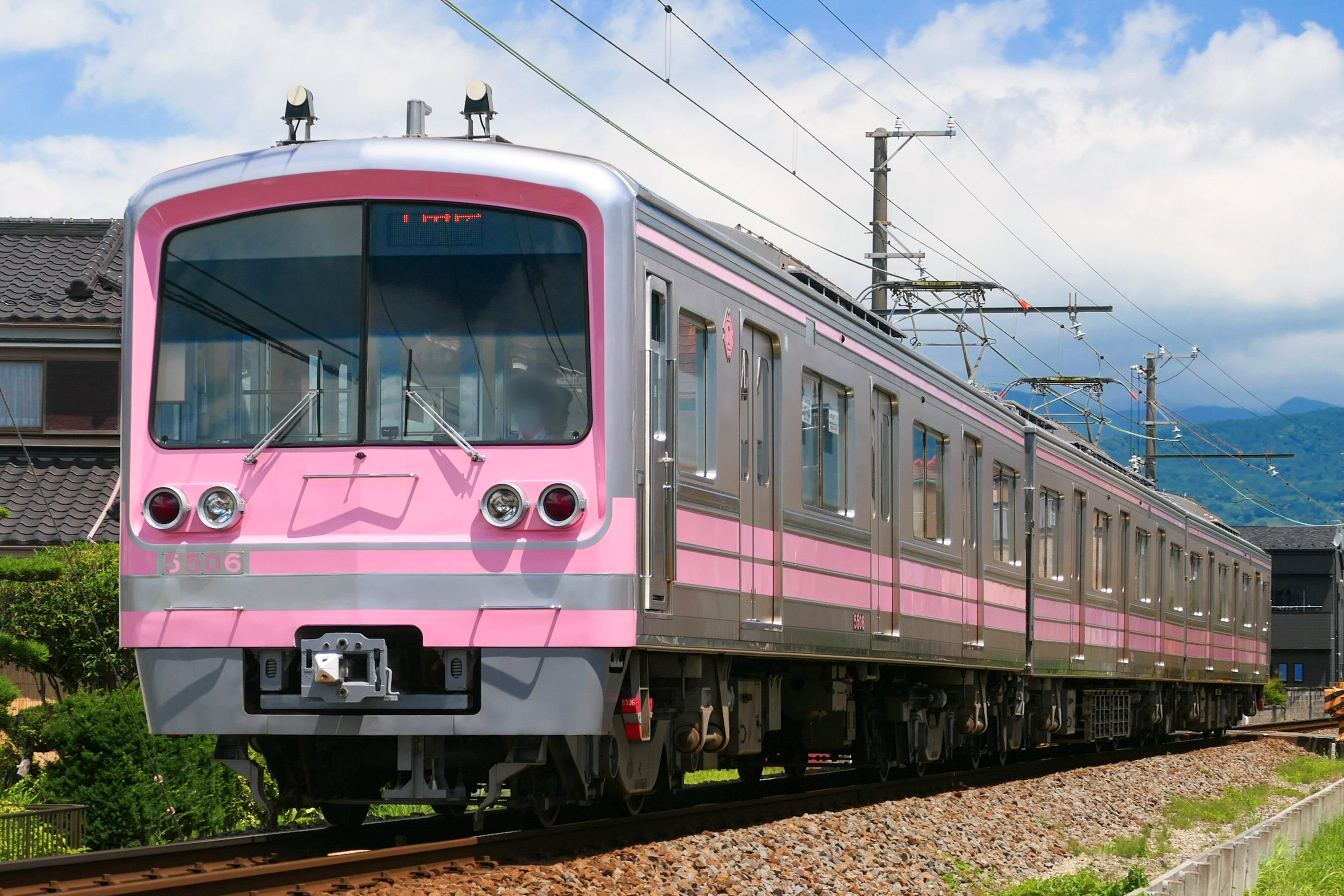
5506編成「春めき電車」

## 運用
大雄山線の営業列車は、当系列のみの運行となっている。全般検査等の重要な検査を実施する際は、東海道本線小田原 - 三島間で甲種鉄道車両輸送列車が運行され、駿豆線大場駅に所在する大場工場に入場する。